# Vasile Dîba
Vasile Dîba, född 24 juli 1954 i Jurilovca i Tulcea județ, död 20 februari 2024 i Bukarest, var en rumänsk kanotist.
Han tog OS-guld i K-1 500 meter och OS-brons i K-1 1000 meter i samband med de olympiska kanottävlingarna 1976 i Montréal.
Han tog därefter OS-silver i K-4 1000 meter och OS-brons i K-1 500 meter”Canoeing at the 1980 Moskva Summer Games: Men's Kayak Singles, 500 metres” (på engelska). sports-reference.com. Arkiverad från originalet den 19 maj 2011. https://web.archive.org/web/20110519205543/http://www.sports-reference.com/olympics/summer/1980/CAN/mens-kayak-singles-500-metres.html. Läst 28 september 2008. i samband med de olympiska kanottävlingarna 1980 i Moskva.